# Lijst van hoogste gebouwen van Roermond
Dit is de lijst van hoogste gebouwen van Roermond. Het gaat hier om gebouwen die zijn voltooid of waaraan momenteel wordt gewerkt.
|    | Naam                                   | Hoogte | Voltooid | Verdiepingen | Architect                                                      | Afbeelding            |
| -- | -------------------------------------- | ------ | -------- | ------------ | -------------------------------------------------------------- | --------------------- |
| 1  | Radio-televisietoren                   | 156 m  | 1964     | n.v.t.       | Van Nieuwenhuyzen, Van de Heyden & Moerman en Rohde & Schwartz |                       |
| 2  | Sint-Christoffelkathedraal             | 85 m   | 1410     | n.v.t.       |                                                                |                       |
| 3  | Natalinitoren                          | 61 m   | 2010     | 12           | Natalini Architetti i.s.m. Schrauwen Architecten               |                       |
| 4  | Manhattan                              | 56 m   | 2020     | 16           | Kern Architecten                                               |                       |
| 5  | Munsterkerk                            | 55 m   | 13e eeuw | n.v.t.       | onder andere Pierre Cuypers                                    |                       |
| 6  | TheaterHotel De Oranjerie              | 50 m   | 1998     | 11           | Ronald Wilken, Bollen Architecten                              |                       |
| 7  | Arlo-flat                              | 46 m   | 1969     | 14           |                                                                | Arlo flat in Roermond |
| 8  | De Stadhouder                          | 45 m   | 2009     | 14           | Dam & Partners Architecten                                     |                       |
| 9  | Casimir                                | 44 m   | 2010     | 12           | Engelman Architecten                                           |                       |
| 10 | Sociale Verzekeringsbank               | 43 m   | 1999     | 11           | Bonnema Architecten                                            |                       |
| 11 | Heilige Hart van Jezuskerk             | 40 m   | 1923     | n.v.t.       | C. J. H. Franssen en J. Franssen                               |                       |
| 12 | De Toerist                             | 40 m   | 2011     | 13           | Buro 5                                                         |                       |
| 13 | Solea Toren                            | 39 m   | 2007     | 11           | Janssen Wuts Architecten                                       |                       |
| 14 | Adviescentrum Rabobank Roermond - Echt | 35 m   | 2011     | onbekend     | Engelman Architecten                                           |                       |
| 15 | Steenen Trappen                        | 27 m   | 2009     | 9            | AGS Architekten & Planners                                     |                       |

## Geschiedenis
Hoogbouw in Roermond beperkte zich lange tijd tot enkele kerkgebouwen in de binnenstad of net daarbuiten. Sinds het midden van de twintigste eeuw, maar vooral aan het einde daarvan en aan het begin van de eenentwintigste eeuw, zijn relatief veel hoogbouwprojecten opgeleverd.

### Tot 1960: kerkgebouwen domineren
Tot begin jaren 60 van de twintigste eeuw werd de skyline van Roermond gedomineerd door een aantal kerkgebouwen, waarvan de Sint-Christoffelkathedraal met ruim 80 meter veruit de hoogste was - en nog steeds is. Ook de Munsterkerk en Heilige Hartkerk, beide gebouwd in verschillende eeuwen, zijn met hun hoogte beeldbepalende gebouwen in de omgeving.

### 1960 - 1990: televisietoren en flatgebouwen
In 1957 werd nabij de toenmalige gemeente Herten ten zuidwesten van Roermond begonnen met de bouw van de radio-televisietoren. Deze toren was in 1964 gereed en is sindsdien met een lengte van 176 meter veruit het hoogste gebouw van Limburg. Ruim veertig jaar later bleek dat de bovenste 20 meter van de toren hun functie hadden verloren en zodoende werd dit gedeelte in 2007 met behulp van een helikopter verwijderd. De toren blijft het hoogste gebouw in de stad.
Begin jaren 70 verrezen aan de oostzijde van Roermond zeven flatgebouwen in de wijk Donderberg met een hoogte van ongeveer 40 meter. De gemeente Roermond heeft begin 21e eeuw een van de flats gesloopt en de rest laten opknappen, in het kader van een algehele aanpak van de wijk, die in de loop der jaren sterk bleek verouderd en op sociaal niveau achterloopt. In 1969 werd aan de Maas al de Arlo-flat gebouwd, dat met een hoogte van 46 meter een beeldbepalende functie heeft voor iedereen die de stad vanaf de Louis Raemaekersbrug benadert.

### 1990 - 2005: hoogbouw in de binnenstad
In 1998 werd in het centrum van de stad De Oranjerie geopend, een nieuw TheaterHotel van het Van der Valk-concern met een lengte van 50 meter. Het project deed stof doen opwaaien, omdat voor het eerst een gebouw met dergelijke afmetingen in de historische binnenstad mocht verrijzen. Een jaar later betrok de SVB aan de oostzijde van het NS-station een nieuwe vestiging. De gemeente kreeg meer aanvragen binnen voor hoogbouwprojecten in en om de binnenstad, maar men vond dat hiervoor regels opgesteld moesten worden, aangezien de binnenstad in 1986 was aangewezen als beschermd stadsgezicht. Zo moest het zicht op beeldbepalende gebouwen als de Munsterkerk en de kathedraal gewaarborgd blijven. Sinds 2004 is een hoogbouwnota van kracht, die stelt dat alle gebouwen hoger dan 35 meter worden aangemerkt als "hoogbouw". Er mag dus, onder voorwaarden, tot een hoogte van 35 meter worden gebouwd in de binnenstad.

### 2005 - heden: toename hoogbouwprojecten
Sinds 2006 wordt op grote schaal gewerkt aan gebouwen ver boven de 40 meter. Naast woontorens als de Soleatoren met uitzicht op de Maasplassen en Casimir net buiten het stadscentrum, gaat het om gebouwen met meerdere functies. Zo is in 2009 de laatste hand gelegd aan De Stadhouder, de verbinding tussen de binnenstad en het Designer Outlet Center in de vorm van kantoren, appartementen, cafés, winkels, een gokhal en een bioscoop met 7 zalen, waar vanaf 2012 tevens de gemeentelijke balie zal worden gevestigd. In de binnenstad zelf is de Steenen Trappen in 2009 voltooid: naast een toren en diverse blokken met appartementen zijn hier een bewaakte fietsenstalling en enkele winkels gerealiseerd. Aan de rand van de stad is begin 2010 de veelbesproken Natalinitoren opgeleverd. Deze kantoortoren is vanwege de lengte van 61 meter bekritiseerd omdat de toren het zicht op de monumentale kathedraal zou belemmeren.
Op de plaats van voormalig hotel De Toerist, op ca. 100 meter afstand van TheaterHotel De Oranjerie is men in 2010 begonnen met de bouw van een appartemententoren van 40 meter. Ook deze toren mocht rekenen op kritiek: niet alleen zou de toren de maximale toegestane lengte van 35 meter overschrijden, ook werden vraagtekens geplaatst omtrent het parkeerbeleid; hoewel het om startersappartementen gaat, is het anno 2010 ondenkbaar dat starters zonder auto beginnen, aldus Stichting Ruimte, die zich onder andere sterk maakt voor het behoud van historisch erfgoed in de regio Roermond. De woontoren is eind 2011 opgeleverd.
In Roermond-Zuid is eind 2011 aan een afrit van de A73 het hoofdkantoor van de Rabobank Roermond-Echt opgeleverd. Met een hoogte van 35 meter vormt het een belangrijk herkenningspunt voor mensen die de stad vanuit het zuiden benaderen.

## Toekomstige ontwikkelingen
In het project Stationspark, gelegen aan de oostzijde van het station, bestaan al lange tijd plannen voor hoogbouw. In 2012 zijn daar ruim 200 appartementen en een (openbare) parkeergarage opgeleverd. In een van de laatste fasen is er ook een kantoortoren voorzien van circa 69 meter. De kantoortoren is vanwege de lage vraag naar kantoorpanden voorlopig echter uitgesteld.
In het plan Jazz-City, gelegen nabij de Arlo-flat en het Designer Outlet Center, is een hoteltoren voorzien. Ook in de woonwijken Oolderveste en Roerdelta zal in de toekomst enige hoogbouw worden gerealiseerd, maar deze plannen zijn nog niet concreet.